# Herbert Leupold
Herbert Leupold var en tysk längdåkare som tävlade under 1930-talet.
Leupold deltog vid VM 1934 i Sollefteå där han var med i det tyska stafettlag som blev silvermedaljörer på 4 x 10 kilometer. Under olympiska vinterspelen 1936 i Garmisch Partenkirchen deltog han i uppvisningsgrenen militärpatrull och kom på femte plats.